# Naum Gabo
Naum Gabo (Briansk, 5 de agosto de 1890 — Waterbury, 23 de agosto de 1977) foi um escultor russo que se destacou no movimento do construtivismo russo e na arte cinética.

## Vida
Foi um escultor influente, teórico e figura-chave na vanguarda pós-Revolução Rússa e a subsequente desenvolvimento da escultura do século XX. Seu trabalho combinou abstração geométrica com uma organização dinâmica da forma em pequenos relevos e construções, escultura pública monumental e cinética pioneira obras que assimilaram novos materiais como náilon, arame e materiais semitransparentes, vidro e metal. Em resposta às revoluções científicas e políticas de sua época, Gabo levou uma vida agitada e peripatética, mudando-se para Berlim, Paris, Oslo, Moscou, Londres e, finalmente, os Estados Unidos, e dentro dos círculos dos principais movimentos de vanguarda do dia, incluindo Cubismo, Futurismo, Construtivismo, a Bauhaus, de Stijl e o grupo Abstraction-Création. 
Duas preocupações, exclusivas de Gabo, eram seu interesse em representar o espaço negativo - "liberado de qualquer volume fechado" ou massa - e o tempo. Ele explorou a primeira ideia em suas obras Linear Construction (1942-1971) - usou filamento de náilon para criar vazios ou espaços interiores tão "concretos" quanto os elementos de massa sólida - e a última em seu trabalho pioneiro, Escultura Cinética (Standing Waves) (1920), muitas vezes considerada a primeira obra de arte cinética. 
Gabo elaborou muitas de suas idéias no Manifesto Realístico Construtivista, que publicou com seu irmão, o escultor Antoine Pevsner, como folheto que acompanhava sua exposição ao ar livre de 1920 em Moscou. Nele, ele buscou superar o cubismo e o futurismo, renunciando ao que via como o uso estático e decorativo da cor, linha, volume e massa sólida em favor de um novo elemento que chamou de "os ritmos cinéticos (...) as formas básicas de nossa percepção de tempo real". Gabo tinha uma crença utópica no poder da escultura - especificamente abstrata, escultura construtivista - para expressar a experiência humana e espiritualidade em sintonia com a modernidade, progresso social e avanços na ciência e tecnologia. Depois de trabalhar em menor escala na Inglaterra durante os anos de guerra (1936-1946), Gabo mudou-se para os Estados Unidos, onde recebeu várias encomendas públicas de escultura, das quais apenas algumas concluiu. Estes incluem Constructie, um monumento comemorativo de 32 metros em frente à loja de departamentos Bijenkorf (1954, inaugurado em 1957) em Rotterdam, e Revolving Torsion, uma grande fonte fora do Hospital St Thomas em Londres. A Tate Gallery de Londres realizou uma grande retrospectiva do trabalho de Gabo em 1966 e mantém muitas obras importantes em sua coleção, assim como o Museu de Arte Moderna e o Museu Guggenheim de Nova York. O trabalho de Gabo também está incluído em Rockefeller Center na cidade de Nova York e a coleção de arte do governador Nelson A. Rockefeller, Empire State Plaza em Albany, NY.